# Kalkinsel

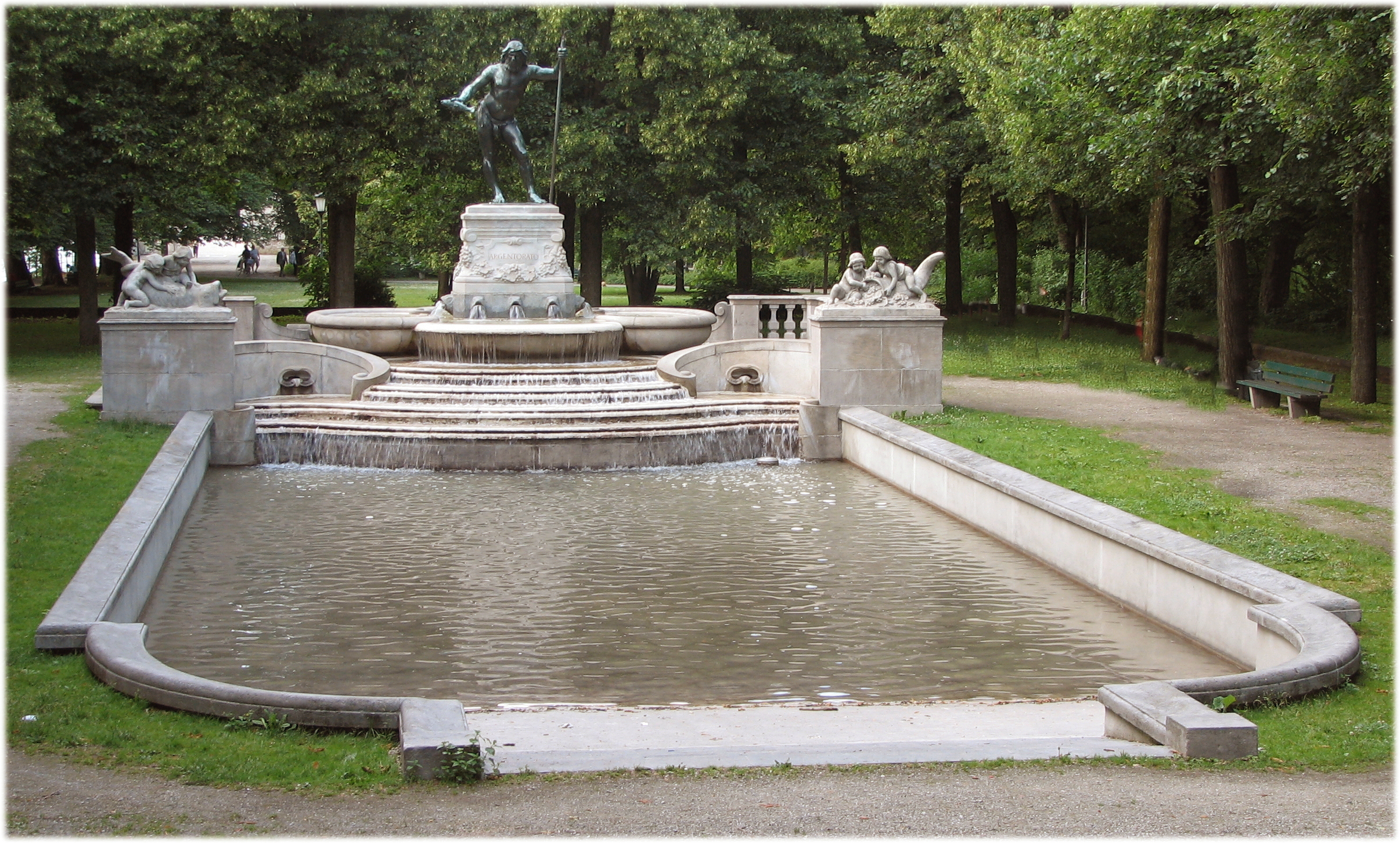
Vater-Rhein-Brunnen auf der früher „Kalkinsel“ genannten Nordspitze der Museumsinsel

Als Kalkinsel  wurde in München der durch die Ludwigsbrücke abgetrennte nördliche Teil der Museumsinsel mit der offiziellen Bezeichnung „Auf der Insel“ früher genannt. Die Bezeichnung geht auf einen 1865 auf ihrem Nordteil in einem der fünf schon länger bestehenden Häuser eingebauten Kalkofen zurück. Im Stadtadressbuch von 1880/81 heißt es dazu als Vorspann zur Adresse „Insel, auf der“: 

„Beim Volke heißt sie manchmal auch >Kalkinsel<, während der nördliche Theil einer östlich gelegenen, von der Isar und dem Auermühlbach umflossenen Halbinsel die Benennung >Kohleninsel< führt.“

Die Kalkinsel hat nichts mit der benachbarten Kalkofeninsel mit dem Müller’schen Volksbad zu tun, wird allerdings manchmal fälschlich mit dieser gleichgesetzt. Auf dem südlichen Teil der Insel an der Ludwigsbrücke befand sich ursprünglich ein Holzgarten (Lagerplatz für das von Flößen angelieferte Holz), später ein Militärarsenal. In den 1930er Jahren erwarb die Stadt das gesamte Gelände, und die Gebäude wurden nach und nach abgerissen.
Heute ist die (Halb-)Insel bis auf den Vater-Rhein-Brunnen unbebaut. Die Brunnenanlage wurde 1903 von Adolf von Hildebrand für Straßburg entworfen. Nach dem Ende des Ersten Weltkrieges wurde sie dort jedoch abgebaut und kam in die Stadt ihres Schöpfers, wo sie 1929 enthüllt wurde.
Die Nordspitze der Kalkinsel ist durch einen begehbaren, etwa 170 Meter langen Wehrsteg mit der Praterinsel verbunden.